# بارتوش ابوخوویچ
بارتوش اُبوخوویچ (لهستانی: Bartosz Obuchowicz؛ زادهٔ ۳ مارس ۱۹۸۲) بازیگر اهل لهستان است.
از فیلم‌ها یا مجموعه‌های تلویزیونی که وی در آن‌ها نقش داشته‌است، می‌توان به خانواده کوالسکی در برابر خانواده کوالسکی، نامه به بابا نوئل ۳، فرصت دوباره، یک‌راست به دل، ۱۹۳۹ نبرد وسترپلاته، سال‌های شیرین، به تاخت، راز ساگال، حوزه استحفاظی ۱۳، با آتش و شمشیر (فیلم)، با آتش و شمشیر (مجموعه تلویزیونی)، در خوشی و سختی، کارآگاهان جنایی، خانه کشیش، دوران افتخار، یولیا، قانون حقیقی، مأموریت افغانستان، پدر متیو و عشق اول اشاره نمود.